# Vanadato

Struttura dell'anione ortovanadato

In chimica un vanadato è un ossoanione del vanadio, in genere nello stato di ossidazione più elevato, 5+. Il più semplice anione vanadato è l'ortovanadato VO3−4, presente ad esempio nell'ortovanadato di sodio (Na3VO4•2H2O) e in soluzioni fortemente basiche (pH > 13) di pentossido di vanadio (V2O5). Per convenzione lo ione è rappresentato con un singolo doppio legame, ma va ricordato che questa è una forma di risonanza, per cui lo ione ha la struttura di un tetraedro regolare con quattro atomi di ossigeno equivalenti. Più anioni semplici possono collegarsi tra loro in vario modo, a partire da ioni con un numero finito di atomi di vanadio collegati da ponti di ossigeno, fino ad arrivare a ioni polimerici infiniti. Nei vanadati più complessi possono essere presenti anche strutture ottaedriche VO6.

## Esempi di strutture

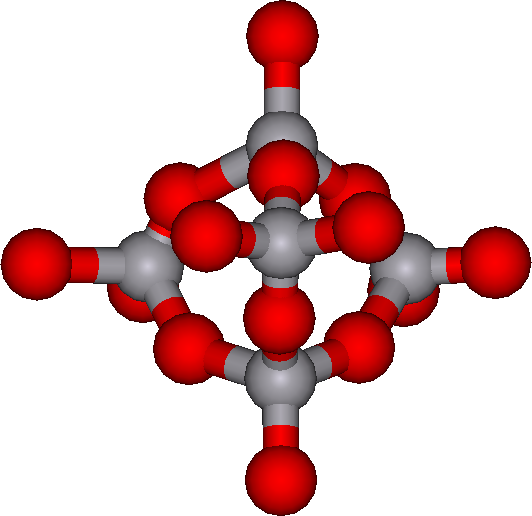
V_{5}O_{14}^{3−}

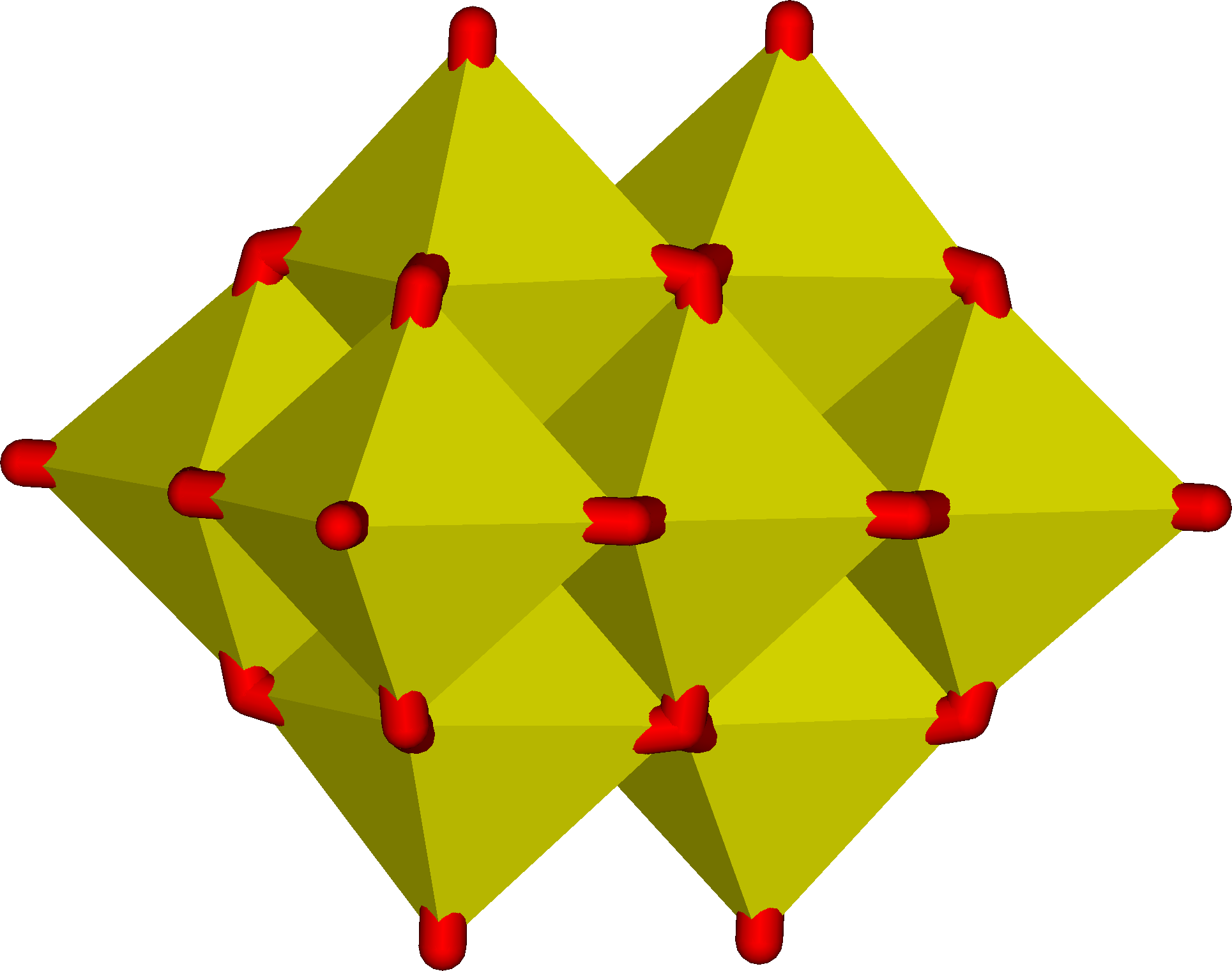
Ione decavanadato

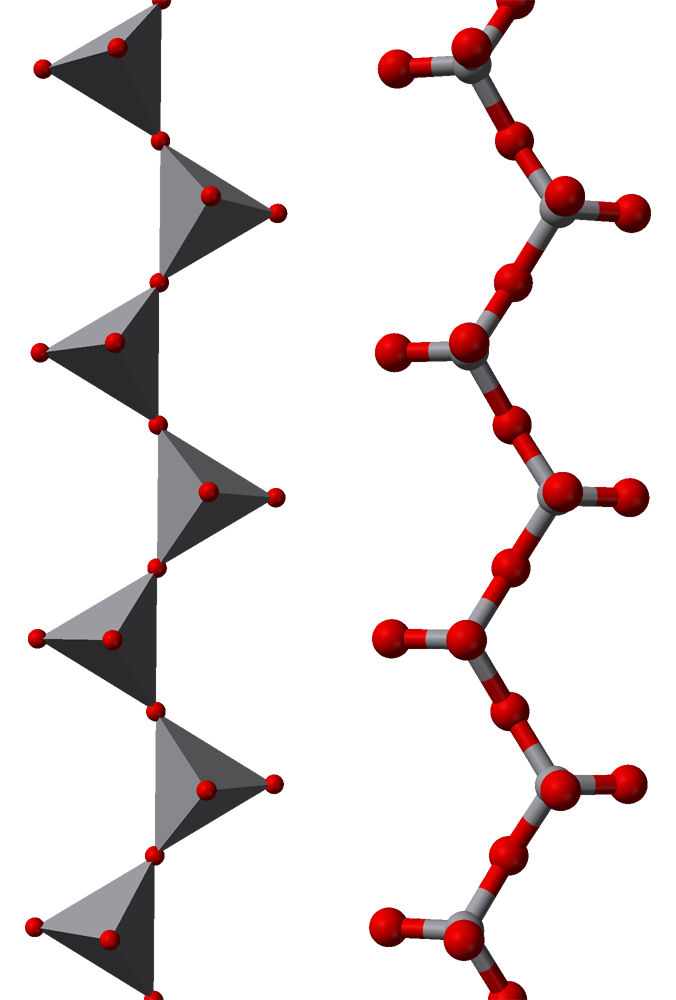
Catene di metavanadato

- VO3−4 "ortovanadato", tetraedrico.[1]
- V2O4−7 "pirovanadato", due tetraedri VO4 con un vertice in comune, simile allo ione dicromato[1]
- V3O3−9, ciclico, con tre tetraedri VO4 uniti nei vertici[2]
- V4O4−12, ciclico, con quattro tetraedri VO4 uniti nei vertici[3]
- V5O3−14, struttura biciclica, con cinque tetraedri VO4 uniti nei vertici (vedi figura)[4]
- V10O6−28 "decavanadato", composto da 10 ottaedri VO6 uniti lungo gli spigoli (vedi figura)[1]
- V12O4−32, di forma simile ad una semisfera[5]
- V13O3−34, struttura composta da ottaedri VO6[6]
- V18O12−42, un anione approssimativamente sferico che può ospitare specie neutre o anioniche[7]
- [VO3]n−n catena infinita di tetraedri collegati (vedi figura), presente ad esempio nel metavanadato di sodio, NaVO3[1]

## Poliossovanadati
Sciogliendo il pentossido di vanadio in soluzione acquosa fortemente basica si ottiene lo ione incolore VO3−4. Acidificando, il colore della soluzione diventa sempre più scuro, passando dall'arancione al rosso attorno a pH 7. Tra pH 13 e pH 2 il vanadato dà luogo ad una serie di reazioni di condensazione, formando vari anioni poliossovanadati seconda del pH e della concentrazione:
- pH 9–12; HVO2−4, V2O4−7
- pH 4–9; H2VO−4, V4O4−12, HV10O5−28
- pH 2–4; H3VO4, H2V10O4−28

Continuando ad acidificare, verso pH 2 precipita V2O5 idrato di colore marrone, che quindi si ridiscioglie formando una soluzione giallo chiaro contenente lo ione [VO2(H2O)4]+.